# Univers expandit

El logotip de Star Wars.

Pel que fa a Star Wars, l'univers expandit (UE), és una col·lecció d'orígens, materials, històries, etc. de l'univers de Star Wars que es deriven de novel·les, còmics, videojocs, sèries de televisió i altres mitjans (sense comptar amb les pel·lícules, les seves adaptacions escrites i radiofòniques). La major part de l'Univers expandit és considerat canònic per Lucasfilm, encara que és considerat per sota del cànon de les pel·lícules. Hi ha, però, material pertanyent a l'Univers expandit que no és considerat com a canònic, com la sèrie de còmics Infinities. La primera aventura real de l'Univers expandit aparèixer el 1978 amb el còmic Star Wars #7, quan Marvel Comics va més enllà d'Una nova esperança per explicar una original història sobre Han i Chewie escapant dels caça-recompenses. Durant el mateix any, la TV va fer el mateix, amb l'estranyament popular Star Wars Holiday Special, fent el seu debut el 17 de novembre de 1978, per mai més ser transmesa novament. L'Especial de Nadal va obrir terreny a portar els personatges de Star Wars al món de l'animació, preparant el camí per a dos sèries animades (Droids i Ewoks) el 1985. Una novel·la sense precedents, Splinter of the Mind's Eye, va aparèixer en 1978, i van començar a ser publicades tires còmiques originals als diaris dels Estats Units l'any següent. Guies i suplements per al joc de rol afegir petits detalls en començar 1987. Els videojocs van aparèixer més tard, sense afegir noves línies argumentals (si no es té en compte l'atracció de Disneyland, Star Tours) fins al videojoc de 1993 X-Wing: Space Combat Simulator en endavant.

## Cronologia deStar Wars
En la cronologia de la saga, es pren com a referència la destrucció del primer Estrella de la Mort en la Batalla de Yavin. Així, ABY es refereix a Abans de la Batalla de Yavin, i DBY, Després de la Batalla de Yavin. A les pel·lícules només es veu un indici de dues de les eres de la cronologia, però, tant aquestes com la resta estan àmpliament desenvolupades en l'Univers expandit:
- Era de l'Antiga República (25000 ABY - 1000 ABY)
- Era de l'Aixecament de l'Imperi (1000 ABY - 0 DBY)
- Era de la Rebel·lió (0 DBY - 5 DBY)
- Era de la Nova República (5 DBY - 25 DBY)
- Era de la Nova Ordre Jedi (25 DBY - 40 DBY)
- Era del Llegat (40 DBY -)